# Ilja Bryzgalov
Ilja Nikolajevič Bryzgalov (* 22. června 1980, Toljatti, Sovětský svaz) je bývalý ruský hokejový brankář. V roce 2007 vyhrál s týmem Anaheim Ducks Stanley Cup.
Je mistrem světa z roku 2009. Na Olympijských hrách v Salt Lake City získal s ruskou reprezentací bronzovou medaili.
Od roku 2013 mu tým Phildalephia Flyers vyplácí za předčasné ukončení smlouvy 1,63 mil. amerických dolarů ročně až do roku 2027.

## Ocenění a úspěchy
- 2000 MSJ – Nejnižší průměr inkasovaných branek
- 2000 MSJ – Nejúspěšnější brankář
- 2010 NHL – Druhý All-Star Tým

## Prvenství

### NHL
- Debut - 8. října 2001 (Toronto Maple Leafs proti Mighty Ducks of Anaheim)
- První inkasovaný gól - 8. října 2001 (Toronto Maple Leafs proti Mighty Ducks of Anaheim, kanadským útočníkem Alyn McCauley)
- První vychytaná nula - 26. ledna 2006 (San Jose Sharks proti Mighty Ducks of Anaheim)

### KHL
- Debut - 27. září 2012 (Traktor Čeljabinsk proti CSKA Moskva)
- První inkasovaný gól - 27. září 2012 (Traktor Čeljabinsk proti CSKA Moskva, ruským obráncem Vjačeslav Belov)

## Statistiky

### Základní části
| Sezona       | Tým                     | Liga         | Z   | V   | P   | R  | Pvp | MIN    | OG    | ČK | POG  | %ChS |
| ------------ | ----------------------- | ------------ | --- | --- | --- | -- | --- | ------ | ----- | -- | ---- | ---- |
| 1996–97      | HK Lada Toljatti 2      | 2.RSL        | 5   | —   | —   | —  | —   | —      | —     | —  | —    | —    |
| 1997–98      | HK Lada Toljatti 2      | 2.RSL        | 8   | —   | —   | —  | —   | 480    | 28    | —  | 3.50 | —    |
| 1998–99      | HK Lada Toljatti 2      | 3.RSL        | 20  | —   | —   | —  | —   | 1200   | 43    | —  | 2.15 | —    |
| 1999–00      | HK Spartak Moskva 2     | 2.RSL        | 9   | —   | —   | —  | —   | 500    | 21    | —  | 2.52 | —    |
| 1999–00      | HK Lada Toljatti        | RSL          | 14  | —   | —   | —  | —   | 796    | 18    | 3  | 1.36 | .930 |
| 1999–00      | HK Lada Toljatti 2      | 2.RSL        | 2   | —   | —   | —  | —   | —      | —     | —  | 2.50 | —    |
| 2000–01      | HK Lada Toljatti        | RSL          | 34  | —   | —   | —  | —   | 1992   | 61    | 8  | 1.84 | .922 |
| 2001–02      | Cincinnati Mighty Ducks | AHL          | 45  | 20  | 16  | 4  | —   | 2399   | 99    | 4  | 2.48 | .916 |
| 2001–02      | Mighty Ducks of Anaheim | NHL          | 1   | 0   | 0   | 0  | —   | 32     | 1     | 0  | 1.88 | .917 |
| 2002–03      | Cincinnati Mighty Ducks | AHL          | 54  | 12  | 26  | 9  | —   | 3020   | 142   | 1  | 2.82 | .910 |
| 2003–04      | Cincinnati Mighty Ducks | AHL          | 64  | 27  | 25  | 10 | —   | 3748   | 145   | 6  | 2.32 | .919 |
| 2003–04      | Mighty Ducks of Anaheim | NHL          | 1   | 1   | 0   | 0  | —   | 60     | 2     | 0  | 2.00 | .929 |
| 2004–05      | Cincinnati Mighty Ducks | AHL          | 36  | 17  | 13  | 1  | —   | 2007   | 87    | 4  | 2.60 | .902 |
| 2005–06      | Mighty Ducks of Anaheim | NHL          | 31  | 13  | 12  | —  | 1   | 1575   | 66    | 1  | 2.51 | .910 |
| 2006–07      | Anaheim Ducks           | NHL          | 27  | 10  | 8   | —  | 6   | 1509   | 62    | 1  | 2.47 | .907 |
| 2007–08      | Anaheim Ducks           | NHL          | 9   | 2   | 3   | —  | 1   | 447    | 19    | 0  | 2.55 | .909 |
| 2007–08      | Phoenix Coyotes         | NHL          | 55  | 26  | 22  | —  | 5   | 3167   | 128   | 3  | 2.43 | .921 |
| 2008–09      | Phoenix Coyotes         | NHL          | 65  | 26  | 31  | —  | 6   | 3760   | 187   | 3  | 2.98 | .906 |
| 2009–10      | Phoenix Coyotes         | NHL          | 69  | 42  | 20  | —  | 6   | 4084   | 156   | 8  | 2.29 | .920 |
| 2010–11      | Phoenix Coyotes         | NHL          | 68  | 36  | 20  | —  | 10  | 4060   | 168   | 7  | 2.48 | .921 |
| 2011–12      | Philadelphia Flyers     | NHL          | 59  | 33  | 16  | —  | 7   | 3415   | 141   | 6  | 2.48 | .909 |
| 2012–13      | CSKA Moskva             | KHL          | 12  | 6   | 5   | —  | 0   | 647    | 23    | 0  | 2.13 | .913 |
| 2012–13      | Philadelphia Flyers     | NHL          | 40  | 19  | 17  | —  | 3   | 2298   | 107   | 1  | 2.79 | .900 |
| 2013–14      | Oklahoma City Barons    | AHL          | 2   | 1   | 1   | —  | 0   | 119    | 6     | 0  | 3.03 | .880 |
| 2013–14      | Edmonton Oilers         | NHL          | 20  | 5   | 8   | —  | 5   | 1135   | 57    | 1  | 3.01 | .908 |
| 2013–14      | Minnesota Wild          | NHL          | 12  | 7   | 1   | —  | 3   | 679    | 24    | 3  | 2.12 | .911 |
| 2014–15      | Norfolk Admirals        | AHL          | 2   | 1   | 1   | —  | 0   | 119    | 5     | 0  | 2.53 | .915 |
| 2014–15      | Anaheim Ducks           | NHL          | 8   | 1   | 4   | —  | 1   | 329    | 23    | 0  | 4.19 | .847 |
| Celkem v KHL | Celkem v KHL            | Celkem v KHL | 12  | 6   | 5   | —  | 0   | 647    | 23    | 0  | 2.13 | .913 |
| Celkem v NHL | Celkem v NHL            | Celkem v NHL | 465 | 221 | 162 | 0  | 54  | 26,550 | 1,141 | 34 | 2.58 | .912 |

### Play-off
| Sezona       | Tým                     | Liga         | Z  | V  | P  | MIN   | OG  | ČK | POG  | %ChS |
| ------------ | ----------------------- | ------------ | -- | -- | -- | ----- | --- | -- | ---- | ---- |
| 1999–00      | HK Lada Toljatti        | RSL          | 7  | —  | —  | 407   | 10  | 1  | 1.47 | —    |
| 2000–01      | HK Lada Toljatti        | RSL          | 5  | —  | —  | 249   | 8   | 0  | 1.93 | .932 |
| 2003–04      | Cincinnati Mighty Ducks | AHL          | 9  | 5  | 4  | 536   | 27  | 1  | 3.02 | .909 |
| 2004–05      | Cincinnati Mighty Ducks | AHL          | 7  | 3  | 3  | 314   | 13  | 0  | 2.48 | .904 |
| 2005–06      | Mighty Ducks of Anaheim | NHL          | 11 | 6  | 4  | 659   | 16  | 3  | 1.46 | .944 |
| 2006–07      | Anaheim Ducks           | NHL          | 5  | 3  | 1  | 267   | 10  | 0  | 2.25 | .922 |
| 2009–10      | Phoenix Coyotes         | NHL          | 7  | 3  | 4  | 419   | 24  | 0  | 3.44 | .906 |
| 2010–11      | Phoenix Coyotes         | NHL          | 4  | 0  | 4  | 234   | 17  | 0  | 4.36 | .879 |
| 2011–12      | Philadelphia Flyers     | NHL          | 11 | 5  | 6  | 642   | 37  | 0  | 3.46 | .887 |
| 2013–14      | Minnesota Wild          | NHL          | 9  | 3  | 6  | 479   | 21  | 1  | 2.63 | .885 |
| Celkem v NHL | Celkem v NHL            | Celkem v NHL | 47 | 20 | 25 | 2,700 | 125 | 4  | 2.78 | .905 |

### Reprezentace
| Rok                       | Tým                       | Soutěž                    | Z  | V | P | R | MIN  | OG | ČK | POG  | %ChS |
| ------------------------- | ------------------------- | ------------------------- | -- | - | - | - | ---- | -- | -- | ---- | ---- |
| 2000                      | Rusko 20                  | MSJ                       | 4  |   |   |   | 234  | 3  | 1  | 0.77 | .971 |
| 2000                      | Rusko                     | MS                        | 4  |   |   |   | 218  | 10 | 0  | 2.75 | .880 |
| 2002                      | Rusko                     | OH                        | —  | — | — | — | —    | —  | —  | —    |      |
| 2004                      | Rusko                     | SP                        | 3  | 2 | 1 | 0 | 180  | 7  | 0  | 2.33 | .897 |
| 2006                      | Rusko                     | OH                        | 1  | 0 | 1 | 0 | 60   | 5  | 0  | 5.00 | .861 |
| 2009                      | Rusko                     | MS                        | 7  | 7 | 0 | — | 404  | 14 | 1  | 2.09 | .929 |
| 2010                      | Rusko                     | OH                        | 2  | 0 | 1 | — | 101  | 3  | 0  | 1.78 | .942 |
| 2013                      | Rusko                     | MS                        | 4  | 3 | 1 | — | 218  | 8  | 1  | 2.20 | .901 |
| Juniorská kariéra celkově | Juniorská kariéra celkově | Juniorská kariéra celkově | 4  | — | — | — | 234  | 3  | 1  | 0.77 | .971 |
| Seniorská kariéra celkově | Seniorská kariéra celkově | Seniorská kariéra celkově | 21 | — | — | — | 1181 | 47 | 2  | 2.39 | .908 |